# Atropoides
Las manos de piedra (Atropoides) son un género de serpientes venenosas que pertenecen a la subfamilia de las  víboras de foseta. El género está conformado de tres especies reconocidas cuya área de distribución incluye México y América Central.

## Descripción
Todas las especies tienen un cuerpo grueso, siendo A. nummifer el más grueso y A. picadoi el más delgado. La especie más larga es A. picadoi, que puede medir alrededor de 120 cm. 
Tiene una cabeza ancha, con un hocico redondeado y ojos pequeños. La cola es corta y representa solo el 15% de la longitud total del cuerpo.
El patrón de coloración por lo general consiste en un color de fondo gris-marrón o marrón rojizo (a veces amarillo, crema, marrón o negro púrpura) superpuestos de una serie de manchas laterales y dorsales. La forma de estas manchas está sujeto a alguna variación.

## Distribución geográfica
Se encuentra en las montañas del este de México hacia el sureste en la vertiente del Atlántico y las tierras bajas de América Central hasta el centro de Panamá. En la vertiente del Pacífico, ocurre en poblaciones aisladas en el centro-este y sur de México, Guatemala, El Salvador, Costa Rica y Panamá.

## Comportamiento
Estas serpientes pueden estar activas tanto de día como de noche. Por otra parte, las poblaciones encontradas en altitudes más altas parecen activas solo durante el día.

## Alimentación
Los adultos se alimentan principalmente de pequeños mamíferos y lagartos, mientras que las crías se alimentan de ortópteros y escíncidos.

## Veneno
A diferencia de la mayoría de las víboras, los miembros de este género tienen una técnica diferente: una vez que muerdan su presa, no la dejan ir y siguen 'masticándola' hasta causar media docena de mordeduras. 
El veneno no parece ser muy peligroso para los seres humanos. A menudo solo causan dolor transitorio y leve hinchazón. Estudios de laboratorio sugieren que el veneno de Atropoides probablemente no resulta en coagulopatía y hemorragia en los seres humanos.

## Especies
| Especies     | Autor taxón                                       | Subesp.* | Nombre común                                                       | Distribución |
| ------------ | ------------------------------------------------- | -------- | ------------------------------------------------------------------ | --- |
| A. indomitus | Smith & Ferrari-Castro, 2008                      |          |                                                                    | Honduras |
| A. nummifer  | Rüppell, 1845                                     | 2        | Mano de piedra centroamericana, Mexican jumping pitviper (inglés)  | Este de México desde San Luis Potosí hacia el sureste sobre la vertiente del Atlántico; tierras bajas del norte de Guatemala, sur de Belice, Honduras, Nicaragua y Costa Rica hasta el centro de Panamá. En el vertiente del Pacífico tiene varias poblaciones aisladas en el sur de México, Guatemala, El Salvador, Costa Rica y Panamá. Se halla en varios tipos de bosques, incluyendo bosque nuboso y selva tropical a una altitud de 40–1600 m s. n. m. |
| A. olmec     | Pérez-Higareda, H.M. Smith & Juliá-Zertuche, 1985 | 0        | Nauyaca saltadora de los Tuxtlas Tuxtlan jumping pitviper (inglés) | México, en las faldas de la Sierra de Los Tuxtlas en el sur de Veracruz. |
| A. picadoiT  | Dunn, 1939                                        | 0        | Mano de piedra costarricense                                       | En las montañas de Costa Rica y el oeste de Panamá a una altitud de 50–1500 m s. n. m. Incluye la Cordillera de Tilarán, Cordillera Central y la Cordillera de Talamanca. |

*) No incluye subespecies nominales.

T) Especie tipo.

## Otras fuentes
- March DDH. 1929. Notes on Bothrops nummifera, mano de piedra or timbo. Bulletin of the Antivenin Institute of America. 2(3): 58.
- Müller JW von. 1865. Vol. 3. Reisen in den Vereinigten Staten, Canada und Mexico. Beitrage zur geschichte, statistik und zoologie von Mexico. F.A. Brockhaus, Leipzig. xiv, pp. 595-619[613].
- Rüppell E. 1845. Verzeichnis der in dem Museum der Senckenbergischen naturforschenden Gesellschaft aufgestellten Sammlungen. Dritte Abteilung: Amphibien. Museum Senckenbergianum 3: 293-318[313].
- Werman SD. 1992. Phylogenetic relationships of Central and South American pitvipers of the genus Bothrops (sensu lato): cladistic analyses of biochemical and anatomical characters. pp. 21-40[21, 34]. In Campbell JA, Brodie Jr. ED. 1992. Biology of the Pitvipers. Texas: Selva. 467 pp. 17 plates. ISBN 0-9630537-0-1.